# Phyllodonta druciata
Phyllodonta druciata là một loài bướm đêm trong họ Geometridae.